# Deception (film)
Deception - Dodelijke Verleiding is een Amerikaanse thriller/dramafilm uit 2008, geregisseerd door Marcel Langenegger en geproduceerd door Robbie Brenner, David Bushell, Christopher Eberts, Hugh Jackman, John Palermo en Arnold Rifkin. De hoofdrollen worden vertolkt door Hugh Jackman, Ewan McGregor en Michelle Williams.

## Verhaal
Jonathan McQuarry (Ewan McGregor) heeft geen sociaal leven en alles gaat dan ook om zijn werk. Dan ontmoet hij op zijn werk Wyatt Bose (Hugh Jackman). Door een ongeluk heeft Jonathan Wyatts telefoon. Hij krijgt rare telefoontjes nog voordat Jonathan beseft wat hem overkomt, is hij hoofdverdachte in een ontvoeringszaak en een miljoenendiefstal.

## Rolbezetting
| Acteur             | Personage               |
| ------------------ | ----------------------- |
| Hugh Jackman       | Jamie Getz / Wyatt Bose |
| Ewan McGregor      | Jonathan McQuarry       |
| Michelle Williams  | S                       |
| Maggie Q           | Tina                    |
| Lisa Gay Hamilton  | Detective J. Russo      |
| Natasha Henstridge | Simone Wilkinson        |
| Charlotte Rampling | Wall Street Belle       |